# Родольф Остін
Родольф Остін (англ. Rodolph Austin; нар. 1 червня 1985, округ Кларендон) — ямайський футболіст, півзахисник клубу «Есб'єрг».
Виступав, зокрема, за клуби «Бранн» та «Лідс Юнайтед», а також національну збірну Ямайки.

## Клубна кар'єра
У дорослому футболі дебютував 2005 року виступами за команду клубу «Портмор Юнайтед», в якій провів три сезони, взявши участь у 40 матчах чемпіонату.
Своєю грою за цю команду привернув увагу представників тренерського штабу клубу «Бранн», до складу якого приєднався 2008 року. Відіграв за команду з Бергена наступні чотири сезони своєї ігрової кар'єри. Більшість часу, проведеного у складі «Бранна», був основним гравцем команди.
2012 року уклав контракт з клубом «Лідс Юнайтед», у складі якого провів наступні три роки своєї кар'єри гравця. Граючи у складі «Лідс Юнайтед» також здебільшого виходив на поле в основному складі команди.
До складу клубу «Брондбю» приєднався 2015 року. Відтоді встиг відіграти за команду з Брондбю 40 матчів в національному чемпіонаті.
З 2017 захищає кольори іншого данського клубу «Есб'єрг».

## Виступи за збірну
2007 року дебютував в офіційних матчах у складі національної збірної Ямайки. Наразі провів у формі головної команди країни 86 матчів, забивши 7 голів.
У складі збірної був учасником розіграшу Золотого кубка КОНКАКАФ 2009 року в США, розіграшу Золотого кубка КОНКАКАФ 2011 року в США, розіграшу Золотого кубка КОНКАКАФ 2015 року в США та Канаді, де разом з командою здобув «срібло», розіграшу Кубка Америки 2015 року в Чилі, розіграшу Кубка Америки 2016 року в США.

## Титули і досягнення
- Переможець Карибського кубка: 2008, 2010, 2014
- Срібний призер Золотого кубка КОНКАКАФ: 2015